# Баратынские
Баратынские и Боратынские — древний дворянский род шляхетского происхождения, герба Корчак.
Род записан в VI часть родословных книг Смоленской и Тамбовской губерний.
Род подтвердил своё шляхетское происхождение в империи Габсбургов и был внесён в гербовник королевстве Галиции и Лодомерии.
Другая отрасль этого рода, ведущая своё начало от Александра Боратынского, по всей вероятности, от старшего сына Петра (в родословной росписи № 16 ум. 1620), существовала в Западном крае и сохраняла родовое имение Боратынец-Лядзкий (до 1788). Его сын хорунжий Ян Александрович подписал акт об избрании короля Августа II (1697), эти Боратынские дворяне Гродненской губернии.

## Происхождение и история рода
По сказаниям польских геральдистов, родоначальником всех семейств, имеющих герб Корчак, был Зоардъ, один из вождей дружин, наводнивших Европу в V веке.
Прозвание Боратынский первым принял канцлер земель русских, Дмитрий Дмитриевич († 1374), от замка «Боратын» (Божья Оборона), построенного в Галиции его отцом, подскарбием (казначеем) польского королевства Дмитрием Божедаром. Семён Дмитриевич (Сенко), наследовал имение Дубковицы и является родоначальником Дубковских (Дубиковских), а Дементий Дмитриевич (Демко), наследовал имение Михалевицы и является родоначальником Михалевских.  Правнуки их — Степан и Андрей Степановичи — в конце XV века приняли католичество. В польской истории встречаются имена Яна и Петра Баратынских: Ян, староста рогатынский и хорунжий перемышльский, спас гетмана Лянцкоронского в битве с волохами (1512). Он же в первой половине XVI века неоднократно участвовал в сражениях и походах Сигизмунда I и во главе собственной дружины в 400 человек, пошел на помощь королю венгерскому. Старался отклонить от битвы против короля Фердинанда, но не успел. Оставлен был замертво на поле боя и подобран своими гайдуками, после чего возвратился к королю Венгрии; Пётр, учёный-юрист, избирался председателем (маршалом) одного из сеймов († 1558) и похоронен в королевском соборе в Кракове, что свидетельствует о его заслугах перед государством.
Правнук Степана Степановича, Бельский шляхтич Иван Петрович, выехал в Россию (около 1660), принял православие и получил поместья в Смоленской губернии, на территории Бельского уезда, а его сын, Павел Иванович (г/р 1645), служил в смоленской шляхте поручиком.

## Описание герба
Три горизонтальные серебряные (белые) реки (балки или бруска) на красном поле щита расположены в следующей очередности: самая длинная из них представлена сверху; средняя короче первой, но длиннее последующей, нижней.
В нашлемнике золотая чаша, из которой выходит в красном поле смотрящая влево собака с пригнутыми передними лапами. Намёт красный с серебром. Герб рода Баратынских внесён в Часть 4 Общего гербовника дворянских родов Всероссийской империи, стр. 116

## Известные представители

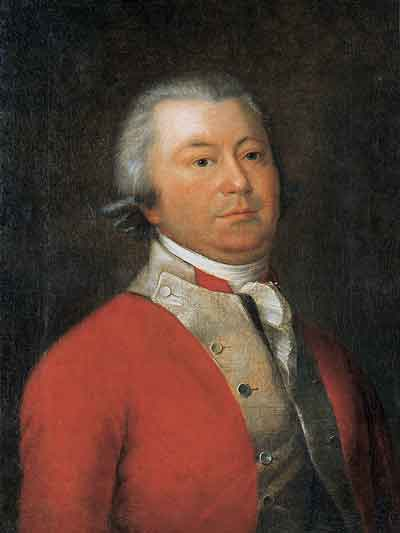
Андрей Васильевич Баратынский (1738—1810/1813)

- У внука Павла Ивановича, Андрея Васильевича (1738—1810/1813), было семеро детей
  - Абрам (Авраам) Андреевич (1767—1810) — генерал-лейтенант и сенатор.
    - Евгений Абрамович (1800—1844) — знаменитый русский поэт
      - Николай Евгеньевич (1835—1898)
        - Александр Николаевич (1867—1918) — общественный и политический деятель, член Государственной думы от Казанской губернии.
          - Ильина, Ольга Александровна (1894—1991) — русская поэтесса, писательница,

    - Ираклий Абрамович (1802—1859) — российский военный и государственный деятель; участник Русско-турецкой войны 1828—1829 годов и подавления Польского восстания 1830—1831 годов, генерал-лейтенант; Ярославский (1842—1846) и Казанский (1846—1857) губернатор, сенатор  OO   Абамелек, Анна Давыдовна
    - Лев Абрамович (1805—1856)
    - Фёдор Абрамович (1806—1807—1808)
    - Сергей Абрамович (1807—1866) — владелец имения Мара. OO   Софья Михайловна (1805—1888, урожд. Салтыкова, в 1-м браке — за А. А. Дельвигом)
    - Наталья Абрамовна (1809—1855)
    - Варвара Абрамовна (1810—1891)OO   Рачинский, Александр Антонович
      - Рачинский, Сергей Александрович,выдающийся педагог

  - Пётр Андреевич (1768—1845) — генерал-лейтенант, действительный тайный советник, сенатор (1821)
  - Богдан Андреевич (1769—1820) — вице-адмирал.
  - Илья Андреевич (1776—1837) — контр-адмирал.
    - Андрей Ильич (1813—1890)
      - Лев Андреевич (1848—1907) — московский вице-губернатор (1890—1902)

  - Александр (Яков) Андреевич (1777—1807?)
  - Мария (Марфа) Андреевна (1781—1845) OO    И. Д. Панчулидзев (1759—1815).
  - Екатерина Андреевна (ок. 1783—1842)

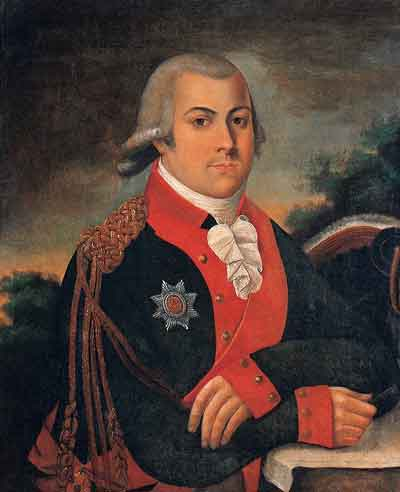
Абрам Андреевич (1767—1810)
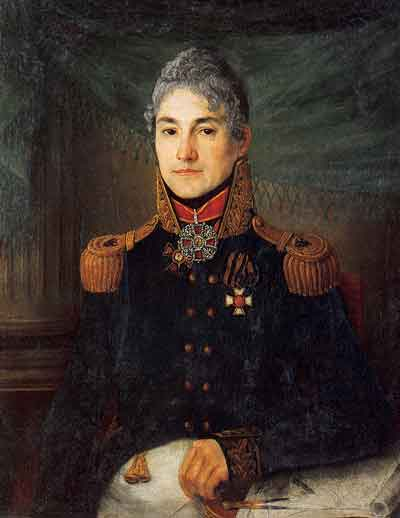
Пётр Андреевич (1768—1845)
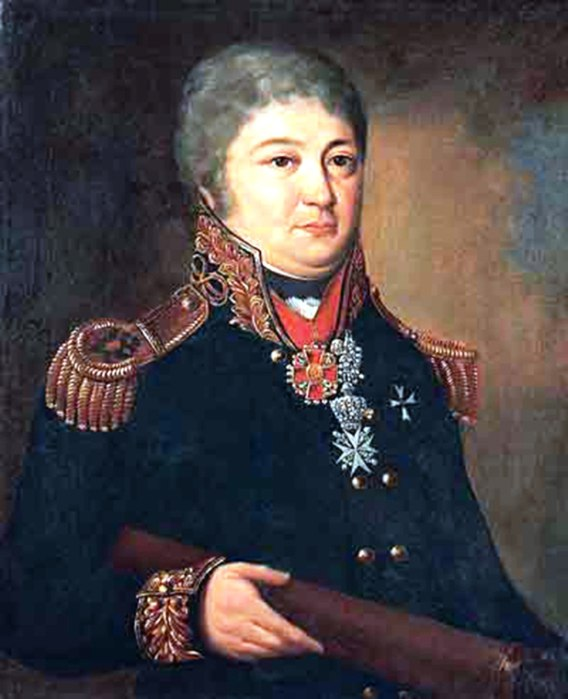
Богдан Андреевич (1769—1820)
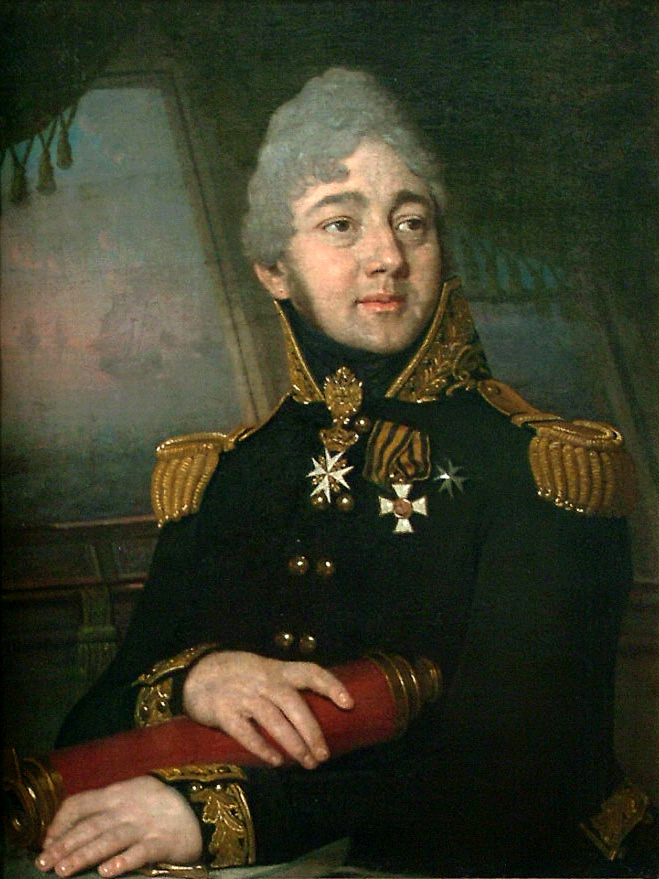
Илья Андреевич (1776—1837)